# 2014년 아르메니아-아제르바이잔 충돌
2014년 아르메니아-아제르바이잔 충돌은 7월 27일부터 일어난 아르메니아-아제르바이잔 국경(타부시 주–가자흐 구) 및 나고르노카라바흐 공화국-아제르바이잔에서 발생하는 충돌이다. 이 충돌은 1994년 나고르노카라바흐 전쟁이 끝난 1994년 비셰크 협정 이후 사상자가 가장 많은 충돌이다.

## 배경
소련이 붕괴되면서, 아제르바이잔의 아르메니아인들은 아르메니아의 지원을 통해 충돌에서 승리하여 1994년 비셰크 협정을 통해 나고르노카라바흐 공화국이라는 이름으로 사실상 독립하였다. 동시에, 아제르바이잔은 본토와 연결되어 있지 않고 아르메니아를 통해 가야 하는 나히체반 자치 공화국을 얻었다.
또한, 국제 연합 총회 대토론 시간에 아르메니아와 아제르바이잔은 두 국가의 충돌로 인해 지난 몇 년 동안 안건에 부쳐지기도 했다

## 충돌
8월 1일 시작된 산발적인 충돌로 아제르바이잔군 8명이 사망했으며, 3일간 계속된 전투가 발생해 8월 2일에는 4명의 추가적인 사상자가 나오면서 총 아제르바이잔군 사상자는 12명이 되었다. 나고르노카라바흐 국방부는 8월 2일 밤동안 한명이 부상을 입었다고 말했다.
아제르바이잔 국방부는 8월 2일 "아르메니아 파괴 집단"이라는 병사가 아그담-테르테르 지역의 작전으로 인해 4명이 사망했다고 말했다. 또한, 몇몇 군인들이 부상을 입었지만 심각한 정도는 아니라고 말했다. 나고르노카라바흐 국방부는 "아제르바이잔 코만도 병사 공격을 성공적으로 퇴치하는 동안" 1명이 사망했다고 말했다. 나고르노카라바흐는 나중에 3명의 병사가 더 죽었다고 정정했다.
8월 6일, 총 사망자는 18명에 달했다. 같은 날 두 나라의 대통령이 소치 중립지역에서 충돌에 대해 논의하기 위해 회담을 가졌다는 것이 밝혀졌다.
유엔 사무총장인 반기문은 이 충돌에 대해 "깊은 우려"를 표명하고 이들 국가에 대해 폭력 사태를 자제해 달라고 요청했다.
8월 7일, 카라바흐 치나리 마을의 민간인 카렌 페토르시안이 아제르바이잔 영역에서 방황하여 체포되었다. 초기 아제르바이잔의 보도에서는 페트로시안이 아제르바이잔의 타부쉬와 토부스 구의 경계에서 마을 사람들에게 억류되었고 이후 군에게로 넘겨졌다고 말했다. 그러나, 이후 아제르바이잔 국방부의 발표에서는 페트로시안은 국경 파괴 공격을 수행하려 왔으나 실패한 아르메니아 특공대 공작원이라고 주장했다. 또한, 4명의 아르메니아 군인을 죽인 이후 아제르바이잔군이 그를 포로로 잡았다고 말했다. 아르메니아군은 이를 부정했다. 아제르바이잔 정부는 아르메니아 군인 4명을 죽였다는 것을 입증하는 사망한 병사 사진을 공개했다. 그러나, 이 병사는 2007년에 타이에서 사망한 군인인 것으로 밝혀졌다. 이후 아제르바이잔 정부가 공개한 사진은 목요일 늦은 밤에 군복을 입고 가면을 쓴 두 남성이 페트로시안과 포즈를 취한 모습이었다. 이후 사진에서는 육군 부츠와 위장조끼를 입은 모습이었는데, 아제르바이잔 민간인이 촬영한 이전 아르메니아인의 사진은 운동화를 신고 군복은 전혀 입지 않은 모습이었다. 아제르바이잔 국방부는 이후 아침에 페르토시안이 "갑자기" 사망했다고 말했다. 아제르바이잔 뉴스에 의하면, 페트로시안은 "급성 심장마비 및 심부전폐"로 사망했다고 말했다. 아제르바이잔 서부 도시인 간자의 법의학 박사는 페트로시안의 부검을 시행했다고 말했다. 아르메니아 정부 및 군은 이에 대해 의문을 제기하며 페트로시안이 고문으로 죽었다고 주장했다.

## 같이 보기
- 2008년 마르다케르트 충돌